# Budynek przy ul. 9 Maja 9 w Braniewie
Budynek przy ul. 9 Maja 9 – zabytkowy budynek mieszkalny w Braniewie, pochodzący z początku XX wieku, położony w ciągu zabudowy pierzejowej ul. 9 Maja.
Budynek w zwartej  zabudowie pierzejowej kamienic nr 1, 3, 5, 7, 9, 11. Kamienica bezstylowa, założona na planie niedokładnego kwadratu, murowana, dwukondygnacyjna, z częściowo mieszkalnym poddaszem. W połaci dachowej po lewej stronie znajduje się wyróżniająca budynek dwuosiowa facjata. W szczycie facjaty znajduje się detal, tynkowane tondo z 4 zwornikami.
Budynek jest wpisany do wojewódzkiej ewidencji zabytków.

## Galeria zdjęć

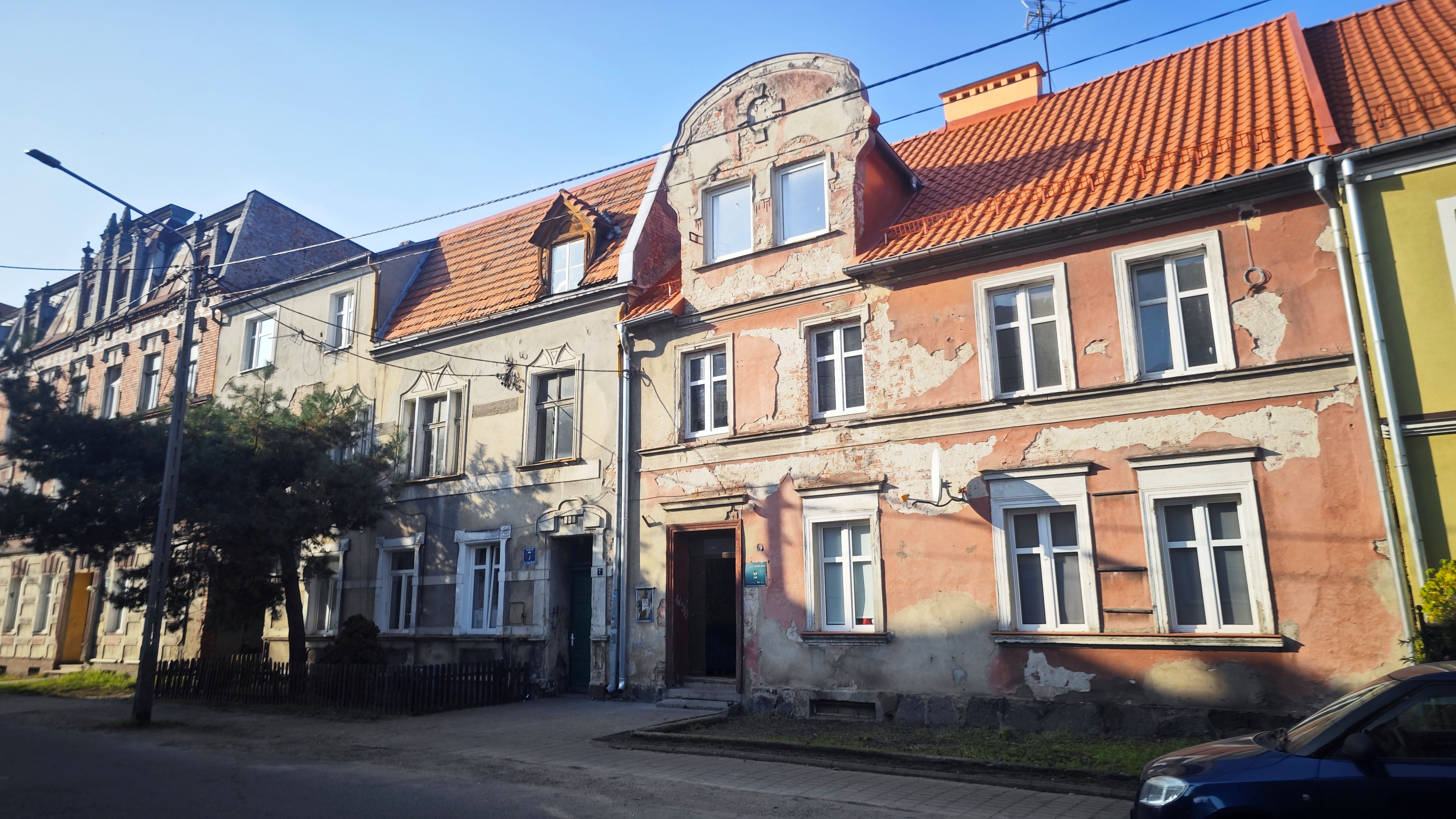
Po prawej, rok 2024
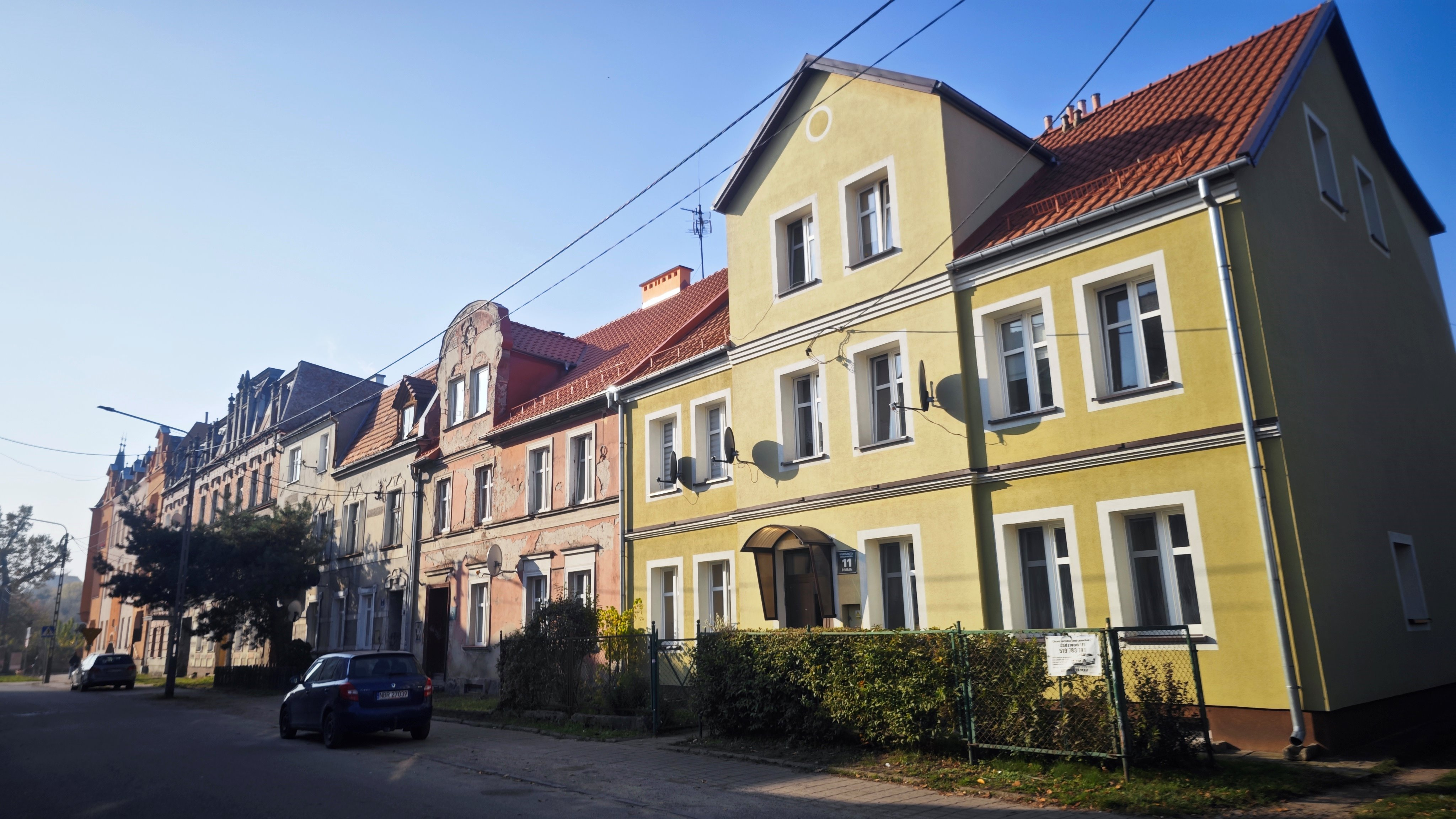
W ciągu zabudowy pierzejowej, 2024